# Les Médiums
Les Médiums (The Others) est une série télévisée américaine en treize épisodes de 42 minutes, créée par John Brancato et Michael Ferris et diffusée entre le 5 février et le 10 juin 2000 sur le réseau NBC.
En France, la série a été diffusée entre le 8 janvier et le 5 février 2001 sur TF6 et rediffusée à partir du 24 octobre 2003 sur Série Club, en Belgique sur Plug RTL, et au Québec à partir du 6 mai 2003 sur Ztélé.

## Synopsis
Cette série met en scène un groupe de médiums capables de voir ce que d'autres ignorent et qui tentent, grâce à leurs visions et à leur don, d'aider les autres.

## Distribution
- Julianne Nicholson (VF : Virginie Ledieu) : Marian Kitt
- Gabriel Macht (VF : Damien Boisseau) : Dr Mark Gabriel
- Melissa Crider (de) (VF : Brigitte Aubry) : Ellen « Satori » Polaski
- Bill Cobbs (VF : Med Hondo) : Elmer Greentree
- Kevin J. O'Connor (VF : Cédric Dumond) : Warren Day
- John Billingsley (VF : Marc Perez) : Pr Miles Ballard
- John Aylward (VF : Olivier Proust) : Albert McGonagle

 Source et légende : version française (VF) sur RS Doublage

## Épisodes
1. Sauvez mon âme (Pilot)
2. Celui qui n'a pas de nom (Unnamed)
3. Mauvais Œil (Eyes)
4. Nombreuses âmes à bord (Souls on Board)
5. Le Message (1112)
6. Esprit frappeur (Luciferous)
7. Harcèlement spirituel (Theta)
8. Toutes les nuits, toute la vie (Don't Dream It's Over)
9. N'ouvrez pas la porte ! (Ones That Lie in Wait)
10. Passeport pour l'au-delà (Till Then)
11. Esprit es-tu là ? ($4.95 a Minute)
12. La vie est faite pour les vivants (Life Is for the Living)
13. Morts suspectes (Mora)